# Alan Kurdi (Schiff)
Alan Kurdi (ex Joh. L. Krueger, ex Professor Albrecht Penck) ist der Name eines unter deutscher Flagge fahrenden Seeschiffs. Es wird seit 2018 von der deutschen Hilfsorganisation Sea-Eye zur Seenotrettung im Mittelmeer eingesetzt und trägt seit dem Jahr 2019 den Namen des ertrunkenen syrischen Flüchtlingskindes Alan Kurdi. Zuvor war das Schiff als Offshoreversorger und als Forschungsschiff des Landes Mecklenburg-Vorpommern in Fahrt.

## Geschichte

### Forschungsschiff der DDR
Das Schiff wurde im Jahr 1951 auf dem VEB Roßlauer Schiffswerft gebaut. Es lief am 4. Juni 1951 vom Stapel und wurde im September 1951 fertiggestellt.
Das Schiff war Teil eines Bauprogramms, mit dem Reparationsforderungen der Sowjetunion erfüllt werden sollten, blieb dann aber in der DDR und wurde ihr erstes Forschungsschiff.
Zunächst als Vermessungsschiff mit dem Namen Joh. L. Krueger (nach dem Landvermesser und Mitbegründer der modernen Erdmessung Johann Heinrich Louis Krüger) in Dienst gestellt, gehörte das Schiff dem Seehydrographischen Dienst der DDR (SHD). Am 1. Januar 1960 wechselte das Institut für Meereskunde, an dem die Joh. L. Krueger beheimatet war, vom SHD zur Akademie der Wissenschaften der DDR. Mit dem Wechsel wurde das Schiff in Professor Albrecht Penck umbenannt (nach Albrecht Penck, dem zweiten Direktor des Instituts und Museums für Meereskunde in Berlin).
Die DDR setzte das Schiff nicht nur für Forschungsfahrten in Nord- und Ostsee ein. So wurde mit der Professor Albrecht Penck 1962 die erste DDR-Spitzbergen-Expedition durchgeführt, im Jahr 1964 führte die erste Atlantik-Expedition der DDR das Schiff in den Golf von Guinea. Nachdem die Akademie der Wissenschaften der DDR 1970 das Forschungsschiff A. v. Humboldt erhalten hatte, fuhr die Professor Albrecht Penck überwiegend auf Nordsee und Ostsee.

### Mecklenburg-Vorpommern
Nach der deutschen Wiedervereinigung ging das Schiff mit der Auflösung der Akademie der Wissenschaften der DDR in den Besitz des Landes Mecklenburg-Vorpommern über und stand seit 1992 dem neu gegründeten Institut für Ostseeforschung in Warnemünde (IOW) zur Verfügung. Das Schiff, das rund 200 Tage im Jahr auf See war, wurde fortan überwiegend in der westlichen Ostsee eingesetzt. Es war dazu mit einem Ausleger und einer Winde für Forschungsarbeiten ausgerüstet und hatte vier Labore (Nass-, Chemie-, Bio- und Computerlabor).
Am 21. August 2010 wurde das Schiff am Warnemünder Passagierkai außer Dienst gestellt. Geplant war, es anschließend nach Stralsund zu bringen und es dem dortigen Nautineum zur Nutzung zu überlassen. Das Land Mecklenburg-Vorpommern wich von diesem Plan ab und bot das Schiff zum Kauf an, da es die Finanzierung des Einsatzes im Nautineum nicht als gesichert ansah. Es wurde dann in einem Bieterverfahren von der Krebs-Unternehmensgruppe erworben, die im März 2011 mit dem Ozeaneum Stralsund eine Kooperation zur Nutzung des Schiffes vereinbarte. Danach sollte das Schiff im Winter für „maritime Bildungskurse“ und „Forschungsreisen für Schülerklassen“ verwendet werden und ansonsten als Arbeitsplattform für Wartungstrupps von Offshore-Windkraftanlagen zum Einsatz kommen. Aus finanziellen Gründen ließ der Förderverein des Deutschen Meeresmuseums im Winter 2013 das Bildungsprojekt und die Kooperation mit der Krebs-Unternehmensgruppe auslaufen. Die Krebs-Gruppe setzte es für Arbeiten an Offshore-Windparks und im Umweltmonitoring ein. Im Winter lag es in Rostock.

### Rettungsschiff der Hilfsorganisation Sea-Eye
Im Herbst 2018 wurde das Schiff an die Nichtregierungsorganisation Sea-Eye verkauft, die es als Rettungsschiff für in Seenot geratene Flüchtlinge und Migranten im Mittelmeer einsetzt.
Am 21. Dezember 2018 lief es von Algeciras in Richtung Libyen aus. Laut Sea-Eye ist es das erste Schiff einer zivilen Rettungsorganisation unter deutscher Flagge. Am Sonntag, dem 10. Februar 2019, taufte der Vater des verstorbenen Alan Kurdi das Schiff im Beisein religiöser und politischer Vertreter, wie des Bischofs von Mallorca Sebastià Taltavull i Anglada, im Hafen von Palma de Mallorca auf den Namen seines ertrunkenen Sohnes.
Am 3. April 2019 nahm das Schiff vor der libyschen Küste 64 Menschen aus einem Schlauchboot auf, nachdem die libyschen Behörden, laut Schiffsbesatzung, auf Funksprüche nicht reagiert hätten. Italiens Innenminister Matteo Salvini verweigerte das Anlanden der Personen, mit der Begründung, das Schiff fahre unter deutscher Flagge. Die Aktivisten wiesen die Forderung, nach Deutschland zu fahren, zurück – man habe nicht genug Verpflegung und Trinkwasser für die drei- bis vierwöchige Reise. Die Personen wurden nach einer Einigung am 13. April nach Malta gebracht, von wo sie auf Deutschland, Frankreich, Portugal und Luxemburg verteilt werden. Der Alan Kurdi selbst wurde nicht erlaubt in Malta einzulaufen.
Anfang Juli 2019 – kurz nachdem es zwischen dem Rettungsschiff Sea-Watch 3 und italienischen Behörden zum Konflikt gekommen war – entschied sich die Besatzung, sich der selbstgewählten Such- und Rettungszone vor der libyschen Küste zu nähern; mit an Bord befand sich eine Journalistin der FAZ. Am 5. Juli 2019 wurden von der Alan Kurdi vor der libyschen Küste in internationalen Gewässern 65 Personen von einem Schlauchboot an Bord geholt. Laut begleitender Journalistin waren unter den Geretteten „39 minderjährig. Der Jüngste sei erst zwölf Jahre alt.“ Insgesamt stammten sie aus zwölf verschiedenen Ländern, 48 kamen aus Somalia, sechs aus dem Sudan, die Übrigen aus Libyen, Kamerun, Südsudan, Mali, Tschad, Nigeria, Benin, der Elfenbeinküste und Guinea-Bissau. Das Flüchtlingsboot soll überladen, ohne GPS-fähiges Telefon oder andere Navigationshilfen unterwegs gewesen sein; auch befanden sich offenbar nur zehn Liter Trinkwasser auf dem Schlauchboot, das bereits 12 Stunden auf See war. Kontaktversuche seitens der Alan Kurdi zu den libyschen Behörden sowie zu den italienischen Rettungsleitstellen blieben nach Aussage von Sea-Eye erfolglos. Das Schiff nahm Kurs auf Lampedusa und verblieb vorerst wartend in internationalen Gewässern vor der italienischen Küste. Nachdem auf Weisung des italienischen Innenministeriums dem Schiff die Einfahrt in den Hafen von Lampedusa verweigert worden war, nahm die Alan Kurdi Kurs auf Malta. Von dort wurde zunächst das Einlaufen in den Hafen untersagt, allerdings hoffte die Crew, durch internationale Hilfszusagen doch noch die Genehmigung zum Festmachen zu erhalten. Am 7. Juli 2019 durfte die Alan Kurdi sämtliche Migranten an maltesische Schiffe übergeben, nachdem die Besatzung drei medizinische Notfälle an Bord gemeldet hatte.
Kurz nachdem das Schiff die Gewässer vor Malta verlassen hatte, rettete es am 8. Juli 2019 angabegemäß in Kooperation mit den maltesischen Behörden 44 weitere Menschen, die von dem privaten Suchflugzeug Colibri auf einem Holzboot entdeckt worden waren. Sie stammten aus Libyen, Syrien, Palästina und Pakistan. Wieder konnte die Besatzung die abgeborgenen Migranten an die maltesische Küstenwache übergeben. Die Besatzung entschloss sich anschließend, ihren Mittelmeereinsatz zunächst zu beenden.
Am 31. Juli 2019 rettete die Alan Kurdi erneut Migranten von einem Schlauchboot, nach eigenen Angaben etwa 30 Seemeilen vor der libyschen Küste. Die 40 Personen hätten angegeben, aus Nigeria, Ghana, Mali, Kamerun, dem Kongo und der Elfenbeinküste zu stammen. Auch diese Geretteten wurden zunächst an die maltesische Küstenwache übergeben; sie sollen aber auf andere EU-Mitgliedsstaaten verteilt werden. Anfang September nahm die Besatzung 13 Migranten aus Tunesien auf, die nach und nach als Notfälle in Malta an Land gebracht wurden. Am 10. September verließen die letzten 5 Migranten das Schiff.
Am 26. Oktober rettete die Besatzung nach eigenen Angaben 90 Personen innerhalb der libyschen Such- und Rettungszone außerhalb der libyschen Hoheitsgewässer. Libysche Schnellboote mit Bewaffneten hätten Warnschüsse abgegeben, Retter und Migranten bedroht und selbst Migranten an Bord geholt, die dann aber wieder ins Wasser gesprungen seien und an Bord der Alan Kurdi genommen wurden. Nachdem weitere Personen aufgenommen wurden, steuerte der Kapitän das Schiff mit 88 Migranten am 1. November ohne Erlaubnis in italienische Hoheitsgewässer bei Marzamemi. Als Begründung wurde schlechtes Wetter angegeben. Die Behörden erlaubten noch am selben Tag das Einlaufen des Schiffes in Tarent. Die Masse der Migranten soll nach Frankreich und Deutschland gebracht werden, fünf würden nach Presseangaben nach Portugal und zwei nach Irland verteilt.
Am 28. November nahmen das Schiff vor Libyen 84 Migranten an Bord, von denen einige aus medizinischen Gründen wenig später nach Lampedusa gebracht wurden. Den übrigen 61 wurde am 4. Dezember erlaubt in Sizilien anzulanden.
Am 26. Dezember teilte die Besatzung mit, man habe einen Notruf empfangen, der von der Alarm-Phone-Initiative weitergeleitet worden war. Anschließend wurden vor der libyschen Küste 32 Menschen, die sich als Libyer ausgaben, von einem Kunststoffboot abgeborgen. Die Alan Kurdi nahm Kurs auf Lampedusa. Die italienischen Behörden erlaubten schließlich das Ausschiffen der 32 libyschen Migranten im sizilianischen Pozzallo. Die Migranten sollen nach den Bestimmungen der Vereinbarung von Malta auf andere EU-Staaten verteilt werden.
Am 25. Januar nahm die Besatzung in mehreren Einzeleinsätzen insgesamt 78 Personen vor der libyschen Küste auf.
Mitte März 2020 lag das Schiff im spanischen Burriana fest, weil die im Zuge der COVID-19-Pandemie verhängten Reisebeschränkungen das Zusammenziehen einer Besatzung erschwerten.
Anfang April begaben sich das Schiff unter dem Kommando von Bärbel Beuse erneut in das Seegebiet vor der libyschen Küste. Wenig später wurden sie von Aktivisten der Alarm-Phone-Initiative über den Anruf eines Bootes informiert und bargen am 6. April 2020 68 Migranten von einem Holzboot. Die Personen kämen vornehmlich aus Bangladesch, dazu aus Algerien, dem Sudan, Guinea, Syrien, Tschad, Ghana und Burkina Faso. Nach eigenen Angaben habe man sich in internationalen Gewässern befunden, sei dabei aber von einem Schiff unter libyscher Flagge bedrängt worden, es hätte Schüsse in die Luft abgegeben. Stunden später wurden 82 Personen aus einem weiteren Boot übernommen. Diese kämen aus Marokko, Bangladesch, Somalia, dem Senegal und aus Gambia. Italien und Malta lehnten die Aufnahme des Schiffes aus medizinischen Gründen ab. Die italienischen Minister für Medizin, Verkehr, Inneres und Äußeres hatten die Anordnung zur Sperrung unterzeichnet. Die Hilfsorganisation appellierte an Deutschland, die Menschen aufzunehmen, da die Alan Kurdi unter deutscher Flagge fährt; außerdem hätten rund 150 Städte im Bündnis Sicherer Häfen ihre Bereitschaft zu Aufnahme von Geflüchteten erklärt. Am 14. April 2020 berichteten deutsche Behörden, dass „ein Transfer auf ein italienisches Schiff konkret in Vorbereitung“ sei. Am 17. April wurden die Personen auf das Fährschiff Rubattino des Betreibers Tirrenia gebracht, auf dem sie, eine Seemeile vor der sizilianischen Küste, unter Quarantäne gestellt und unter Aufsicht des Roten Kreuzes Virustests unterzogen werden sollen. Das von der evangelischen Kirche initiierte Bündnis United4Rescue erklärte sich bereit, für die durch Blockade- und Quarantänezeit entstandenen Kosten von 79.000 Euro aufzukommen, um die Alan Kurdi so schnell wie möglich wieder auslaufen zu lassen. Nach Ablauf einer Quarantänefrist hatten die italienischen Behörden für Alan Kurdi und Aita Mari in der ersten Maiwoche 2020 ein Auslaufverbot verhängt, weil sie die Eignung beider Schiffe für Rettungseinsätze bezweifelten. Zeitgleich setzte sich Horst Seehofer vergeblich persönlich für eine Festsetzung ein.
Nachdem das Schiff wieder frei war, nahmen die Aktivisten bei ihrer nächsten Fahrt Ende September 125 Migranten auf, die sie zunächst nach Marseille bringen wollten, aber wegen schlechten Wetters erhielt man am 23. September 2020 die Erlaubnis Sardinien anzulaufen. In Olbia auf Sardinien verboten die Behörden dann am 9. Oktober nach einer Inspektion der Küstenwache erneut das Auslaufen wegen Verstößen gegen die EU-Richtlinie zur Hafenstaatkontrolle 2009/16/EG.
Am 19. Juli 2021 gab Sea-Eye bekannt, dass die Alan Kurdi für 400.000 €  an die italienische Seenotrettungsorganisation ResQ verkauft wird.
Die Alan Kurdi  ist zentrales Element des Dokumentarfilms Route 4.

## Technische Daten
Das Schiff hat einen Achtzylinder-Viertakt-Dieselmotor des Herstellers VEB Schwermaschinenbau „Karl Liebknecht“ mit 221 kW Leistung (Typ: 8 NVD 36-1 U). Der Motor wirkt direkt auf die Antriebswelle mit einem Festpropeller.
Für die Stromversorgung stehen zwei Dieselgeneratoren mit jeweils 67 kW Leistung zur Verfügung.